# Associació Econòmica Integral Regional
L'Associació Econòmica Integral Regional (en anglès: Regional Comprehensive Economic Partnership o RCEP, per les seves sigles) és un acord de lliure comerç a la regió d'Àsia-Pacífic dels deu Estats de l'ASEAN (és a dir, Brunei, Cambodja, Indonèsia, Laos, Malàisia, Myanmar, Filipines, Singapur, Tailàndia i el Vietnam), als quals s'han unit cinc més: Austràlia, Corea del Sud, el Japó, Nova Zelanda i la Xina. Els 15 països membres representen al voltant del 30% de la població mundial i el 29% del PIB mundial, la qual cosa el converteix en el major bloc comercial. Va ser signat, de manera virtual degut la pandèmia per coronavirus, en la Cimera de l'ASEAN organitzada pel Vietnam el 15 de novembre de 2020, i s'espera que entri en vigor dins de dos anys, després que hagi estat ratificat pels països membres.
El pacte comercial, que inclou una mescla de països d'ingressos alts, mitjans i baixos, es va concebre en la Cimera de l'ASEAN de 2011 a Bali (Indonèsia), mentre que les seves negociacions es van iniciar oficialment durant la Cimera de l'ASEAN de 2012 a Cambodja. S'esperava que eliminés al voltant del 90% dels aranzels sobre les importacions entre els seus signataris en un termini de 20 anys a partir de la seva entrada en vigor, i que establís normes comunes per al comerç electrònic, el comerç i la propietat intel·lectual. Les normes d'origen unificades ajudaran a facilitar les cadenes de subministrament internacionals i a reduir els costos d'exportació en tot el bloc.
El RCEP és el primer acord de lliure comerç entre la Xina, el Japó i Corea del Sud, tres de les quatre economies més grans d'Àsia. En el moment de la seva signatura, els analistes van predir que ajudaria a estimular l'economia enmig de la pandèmia per COVID-19, així com a "tirar del centre de gravetat econòmic cap a Àsia" i amplificar la decadència dels Estats Units en assumptes econòmics i polítics.